# Блумбах, Фёдор Иванович
Фёдор Иванович Блумбах (Фрицис Блумбахс; латыш. Fricis Blumbahs) (23 октября 1864, Талсинский край — 10 июня 1949, Латвийская ССР) — профессор, почетный член АН Латвийской ССР, заслуженный деятель науки Латвии, видный специалист в области астрономии, измерений времени и длины, сподвижник Д. И. Менделеева.

## Биография
Сын крестьянина. Родился в 1864 году в Курляндской губернии. После окончания курса в Митавской классической гимназии, в 1883 году поступил в Юрьевский университет на физико-математический факультет, курс которого он окончил в 1889 году.
С 1885 года исполнял должность наблюдателя на метеорологической обсерватории Юрьевского университета. В мае 1889 года поступил на должность сверхштатного астронома Николаевской главной астрономической обсерватории в Пулкове. В 1890 году командирован за границу для подробного ознакомления с новейшими методами и инструментами астро-физических исследовании.
Во время пребывания в Потсдаме следил за изготовлением заказных для Пулковской обсерватории астро-фотографических приборов. После возвращения в Россию поступил на должность хранителя астрономической обсерватории Санкт-Петербургского университета. С мая 1891 года состоял сверхштатным ассистентом при кафедре физики Военно-Медицинской академии.
Под руководством Менделеева Блумбах выполнил работы по осуществлению эталона аршина и установлению точных соотношений между русскими и метрическими мерами длины. Блумбах является создателем лаборатории времени в Главной палате мер и весов. В 1896, 1906 и 1914 годах Блумбах руководил экспедициями для наблюдения полных солнечных затмений. 
В июне 1899 года принимал участие в уральской экспедиции Д. И. Менделеева, предоставил материал для книги «Уральская железная промышленность в 1899 году».
В последние годы жизни Блумбах заведовал кафедрой астрономии Латвийского государственного университета.

## Труды
- Блумбах Ф.И. Глава 2. Магнитные измерения, произведенные при поездках на Урале в 1899 году//Уральская железная промышленность в 1899 году/ Ред. Д.И. Менделеев. — СПб.: М-во финансов по Деп. торговли и мануфактур, 1900. — 464, 256, 146 с. : карт.
- Туркестанская экспедиция для наблюдения полного солнечного затмения 1 (14) января 1907 года, состоявшая под покровительствам Императорского Русского географического общества : [Отчет Ф. И. Блумбаха и Б. В. Станкевича] Санкт-Петербург : тип. М. М. Стасюлевича, 1908
- Снаряжение экспедиций для наблюдения полного солнечного затмения 28 июля (9 августа) 1896 года / Ф. И. Блумбах Санкт-Петербург : тип. Мор. м-ва, 1910